# Леон Гамбета
Леон Гамбета (фр. Léon Gambetta; 2. април 1838 – 31. децембар 1882) био је француски државник и значајан учесник Француско-пруског рата.

## Биографија
Рођен је у Каору у Француској. Од 1869. године, Гамбета је посланик и вођа парламентарне опозиције. Био је противник Другог француског царства. У Немачко-француском рату (1870−1), након капитулације Седана, прогласио је у Паризу републику и ушао у владу Народне одбране као министар унутрашњих послова. Дана 7. октобра пребацио се у Тур и постао министар рата. Покушавао је обилисати народ за борбу и деблокирати Париз. Кочио је развијање партизанског покрета и супротстављао се револуционарним снагама. Након капитулације Париза поднео је оставку. У Скупштини је гласао против наметнутог мировног споразума. Као шеф радикала окупљао је све републиканце против рестаурације монархије. До краја живота остао је ватрени поборник реванша са Немачком. Наставио је свој рад ношен демократским идеалима и националним јединством.